# M1RA
A M1RA egy magyar autóverseny csapat, amelyet Michelisz Norbert autóversenyző alapított.
A csapat először a 2017-ben indult el a TCR nemzetközi sorozatban. A 2017-es szezonban megnyerték a csapatok számára kiírt pontversenyét, míg akkori versenyzőjük Tassi Attila az egyéni pontverseny második helyén zárt. A csapat jelenleg a TCR Európa-kupában, a TCR kelet-európai kupában és a Suzuki Swift Európa-kupában szerepel.

## TCR nemzetközi széria

### Honda Civic Type R TCR (2017)
A M1RA két Honda Civiccel teljesítette első szezonját a sorozatban. Első szezonjukban megnyerték a csapatok bajnokságát, míg versenyzőik Tassi Attila a remek második, míg rutinos olasz csapattársa Roberto Colciago az ötödik pozícióban zárta a szezont.
A hungaroringi és a burirami hétvége során maga a csapat alapítója Michelisz Norbert is részt vett, a hungaroringi nyitófutamon a pole-pozicíóból indulva a második helyen végzett Buriramban viszont meg is nyerte a nyitófutamot. Továbbá a szezon során vezette a M1RA autót a fiatal olasz Giacomo Altoè és a német TCR-bajnokság kétszeres bajnoka, Josh Files is, mindketten dobogóra állhattak a csapat színeiben.

## TCR Európa-kupa

### Hyundai i30 N TCR (2018)

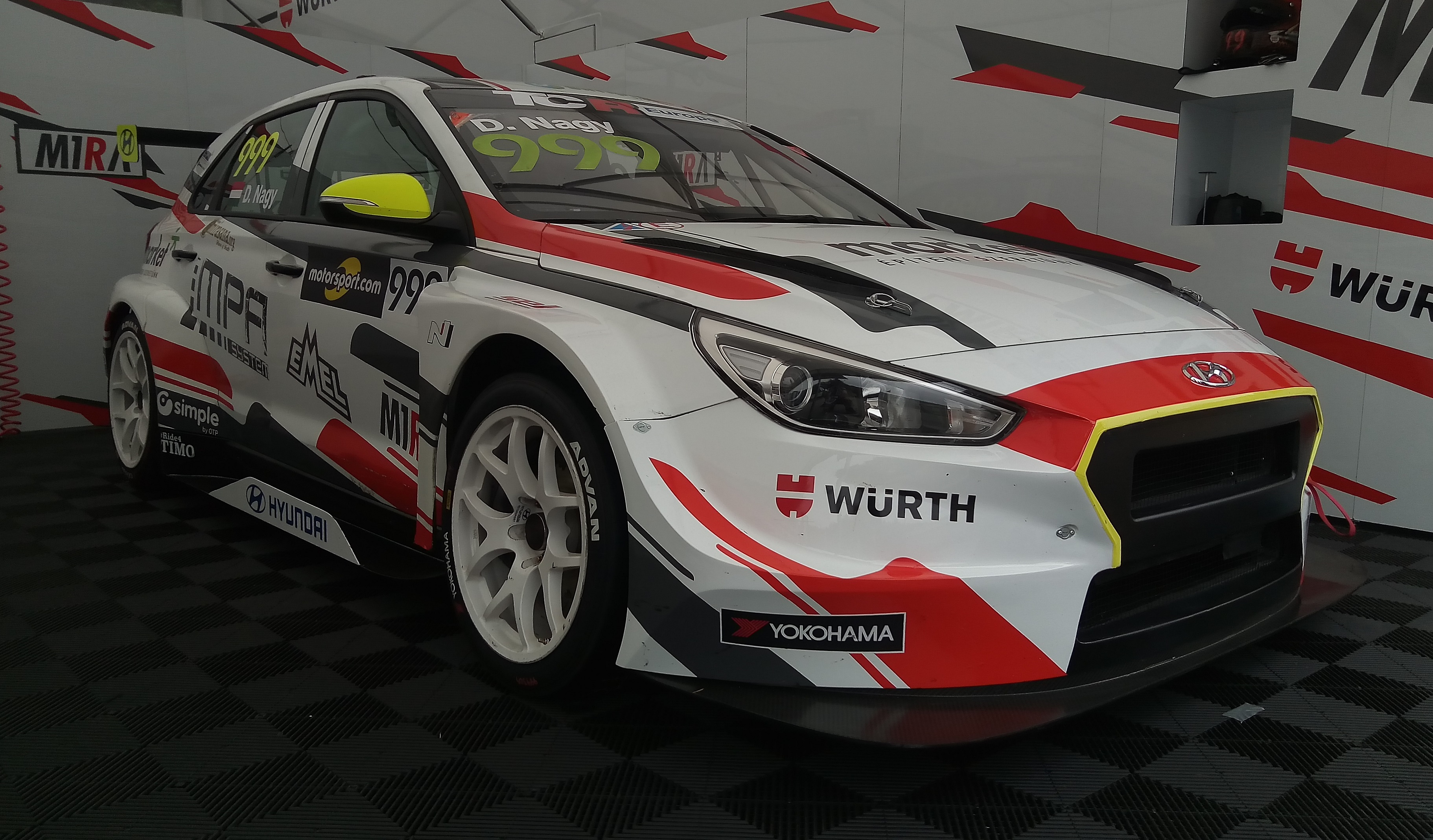
A M1RA által használt Hyundai TCR versenyautó.

2018. február 23-án a M1RA csapata bejelentette, hogy Hondáról Hyundaira váltanak. Az ekkor még nem dőlt el, hogy a M1RA melyik bajnokságban áll rajthoz. március 8-án jelentette be a csapat, hogy a TCR Európa-kupa küzdelmeiben fog részt venni, az egyik versenyzőjük Nagy Dániel lett, nem sokkal a szezonkezdet előtt, május elején bejelentették a csapat másik versenyzőjét is, a fiatal portugál Francisco Mora-t. A szezon jól indult a csapatnak a Circuit Paul Ricardon, Nagy a 3. rajthelyet szerezte meg az időmérő edzésen, ráadásul mindkét futamon a dobogóra állhatott, az elsőn 2. pozícióban intették le, míg a második versenyen a dobogóra legalsó fokára állhatott fel, Mora az első futamon problémákkal küzdött és csak a 21. lett, míg a másodikon a fordított rajtrácsos szabály értelmében a 2. helyről indulhatott, azonban vétett egy hibát, így hátra esett és a 4. helyen intették le. A második hétvégén a Hyundai a teljesítménykiegyenlítő rendszer áldozatául esett így a két versenyzőtől a pontszerzés volt a maximális elvárás mindkét futamon, Mora egy 9. és egy 8. helyet szerzett, míg Nagy az első futamon hetedik lett a másodikon egy büntetés miatt azonban nem szerzett pontot, a hétvége során többször is incidensbe keveredett a norvég Stian Paulsennel, a vasárnapi futamon is összeütköztek, az esetben a versenybíróság Nagy Dánielt találta hibásnak ezért a verseny után 10 másodpercet adtak az idejéhez, illetve a soron következő Spa-i hétvégére is kapott egy 3 rajthelyes büntetést. Belgiumban ismételten a pontszerzés volt a cél, Nagy Dániel egy 8., illetve egy 6. hellyel gazdagodott, Mora az első futamon kiesett, a másodikon pedig a 10. hely megszerzésével ő is gyűjtött egy pontot. A Hungaroring ismét kedvezett a Hyundaioknak, az első futamon Nagyot a 3. helyen intették le, a szezonnyitó hétvége után így ismét dobogóra állhatott, Mora ugyan kiesett azonban a második futam kárpótolta a portugált, ugyanis megnyerte a második megmérettetést, míg Nagy a második pozícióban ért célba, bebiztosítva a csapat számára a kettős győzelmet hazai pályán. Assenbe a M1RA egy autóval utazott el, miután Francisco Mora nem tudta előteremteni az induláshoz szükséges összeget. Ezen a hétvégén is megvolt a Hyundai tempója, Nagy Dániel megnyerte az első futamot Jean-Karl Vernay-t maga mögé utasítva aratta szezonbeli első győzelmét, a második futam már nem sikerült ilyen eredményesen a csapat számára, már a verseny első köreiben megállt a Hyundai. Monzára Nagy új csapattársat kapott az olasz Nicola Baldan személyében, azonban ismét visszaesett a Hyundaiok teljesítménye, a M1RA a szezonban első és egyetlen pont nélküli hétvégéjét zárta a legendás pályán, ráadásul Nagy Dániel az első futamon ismét kiesett. A szezonzáró barcelonai hétvégére nem más vette át Baldan helyét mint a csapat alapítója Michelisz Norbert. A csapat az utolsó hétvégét viszonylag eredményesen zárta, az első futamon Michelisz a 3. helyen ért célba, Nagy pedig értékes pontokat gyűjtve 7. lett, a második futamon Nagy Dániel állhatott dobogóra, 2. lett, míg Michelisz Norbert a 4. helyen ért célba, nagy csatát vívva a brit túraautó bajnok, Asley Suttonnal, akit azonban már nem tudott megelőzni a verseny végén. A csapat a 4. helyen zárta az évet 211 pontot gyűjtve, mindössze 2 ponttal maradt le a 3. helyről, az egyéni rangsorban állandó versenyzőjük Nagy Dániel 5. lett 138 pontot gyűjtve.

## Túraautó-világkupa
A Túraautó-világkupán is részt vett a csapat a hazai hétvégéjén a Hungaroringen, Nagy Dánielt nevezte a csapat szabadkártyás versenyzőként. Nagy nem vallott szégyent, a három futam során stabil versenyzéssel helytállt és szorgosan gyűjtötte a pontokat, az első futamon rögtön a 7. pozícióban zárt, a második futamon pedig felállhatott a pódiumra is, a második helyen zárt, ráadásul megfutotta a verseny leggyorsabb körét is. A hétvégét a magyar versenyző egy 6. hellyel és összesen 36 ponttal zárta, amit a csapat a széria szabályzata miatt ugyan nem írhatott jóvá, Nagy így jó ideig a tabella első felében helyezkedett el, noha csak egy hétvégén szerepelt.

## Érdekességek

### Névválasztás
Magyarázatot igényel a csapat elnevezése. Az M1, Magyarország első számú versenycsapatára utal, az RA pedig a Racing rövidítése. Az M1RA kiejtése viszont „Mira” lesz, ami Michelisz Racingként is értelmezhető. Ennek a szónak több nyelven jelentése van: olaszul ’cél’, spanyolul ’látvány’, oroszul ’béke’. Továbbá Mirának hívják Michelisz Norbert kislányát is.

### Tehetségkutatás
2020-ban a M1RA fiatal szimulátorversenyzőknek adott lehetőséget egy tehetségkutató programon belül – amelynek elnevezése #NextMichelisz volt -. amelynek végén a győztes valódi versenyzési lehetőséget kap a jövőben. Az esemény folyamán (amit természetesen végig követett Michelisz Norbert, valamint Bári Dávid is) több lépcsőben kellett megfelelni a kritériumoknak. A kiválasztási folyamat végén a Hungaroringen is bizonyítania kellett a tehetségeknek, a döntőre Csuti Zoltán és Báldi Gergő maradtak és a pályán egy Hyundai i30 N TCR-rel kellett bizonyítaniuk. A folyamatnak a végén a túraautó-világkupa 2019-es győztese, Michelisz Norbert, a M1RA csapatfőnöke, Bári Dávid, valamint a laboratóriumi felméréseket vezető Matics Zsolt objektív alapokon meghozott döntése alapján Báldi Gergő nyújtotta a legjobb teljesítményt, azaz ő nyerte meg a #NextMichelisz tehetségkutatót. Ennek fődíjaként 2021-ben teljes idényben versenyezhet egy gyorsasági bajnokságban, amelynek kiválasztására később kerül sor.

## Eredmények

### TCR nemzetközi sorozat
| Év        | Autó                   | Versenyzők        | Verseny | Győzelem | Dobogó | Pole | Leggyorsabb kör | Pont | Egyéni helyezés | Csapat helyezés |
| --------- | ---------------------- | ----------------- | ------- | -------- | ------ | ---- | --------------- | ---- | --------------- | --------------- |
| 2017      | Honda Civic Type R TCR | Tassi Attila      | 20      | 2        | 7      | 0    | 2               | 197  | 2.              | 1.              |
| 2017      | Honda Civic Type R TCR | Roberto Colciago  | 17      | 3        | 4      | 0    | 0               | 161  | 5.              | 1.              |
| 2017      | Honda Civic Type R TCR | Giacomo Altoè     | 2       | 0        | 1      | 0    | 0               | 63   | 13.             | 1.              |
| 2017      | Honda Civic Type R TCR | Michelisz Norbert | 4       | 1        | 2      | 1    | 1               | 59   | 14.             | 1.              |
| 2017      | Honda Civic Type R TCR | Josh Files        | 2       | 0        | 1      | 0    | 0               | 23   | 23.             | 1.              |
| Összesen: | Összesen:              | Összesen:         | 45      | 6        | 15     | 1    | 3               | 403  |                 |                 |

### Túraautó-világkupa
| Év        | Autó              | Versenyők   | Verseny | Győzelem | Dobogó | Pole | Leggyorsabb kör | Pont | Egyéni helyezés | Csapat helyezés |
| --------- | ----------------- | ----------- | ------- | -------- | ------ | ---- | --------------- | ---- | --------------- | --------------- |
| 2018      | Hyundai i30 N TCR | Nagy Dániel | 3       | 0        | 1      | 0    | 0               | 48   | 20.             |                 |
| Összesen: | Összesen:         | Összesen:   | 3       | 0        | 1      | 0    | 0               | 48   |                 |                 |

### TCR Európa-kupa
| Év        | Autó              | Versenyzők        | Verseny | Győzelem | Dobogó | Pole | Leggyorsabb kör | Pont | Egyéni helyezés | Csapat helyezés |
| --------- | ----------------- | ----------------- | ------- | -------- | ------ | ---- | --------------- | ---- | --------------- | --------------- |
| 2018      | Hyundai i30 N TCR | Nagy Dániel       | 14      | 1        | 6      | 0    | 1               | 138  | 5.              | 4.              |
| 2018      | Hyundai i30 N TCR | Francisco Mora    | 8       | 1        | 1      | 0    | 0               | 44   | 10.             | 4.              |
| 2018      | Hyundai i30 N TCR | Michelisz Norbert | 2       | 0        | 1      | 0    | 0               | 28   | 16.             | 4.              |
| 2018      | Hyundai i30 N TCR | Nicola Baldan     | 2       | 0        | 0      | 0    | 0               | 1    | 28.             | 4.              |
| 2019      | Hyundai i30 N TCR | Luca Engstler     | 14      | 1        | 2      | 0    | 0               | 192  | 9.              | 4.              |
| 2019      | Hyundai i30 N TCR | Nagy Dániel       | 8       | 0        | 1      | 0    | 0               | 60   | 21.             | 4.              |
| 2019      | Hyundai i30 N TCR | Szabó Zsolt       | 4       | 0        | 0      | 0    | 0               | 16   | 30.             | 4.              |
| Összesen: | Összesen:         | Összesen:         | 52      | 3        | 11     | 0    | 1               | 479  |                 |                 |

### TCR kelet-európai kupa
| Év        | Autó              | Versenyők      | Verseny | Győzelem | Dobogó | Pole | Leggyorsabb kör | Pont | Egyéni helyezés | Csapat helyezés |
| --------- | ----------------- | -------------- | ------- | -------- | ------ | ---- | --------------- | ---- | --------------- | --------------- |
| 2020      | Hyundai i30 N TCR | Dušan Borković | 8       | 8        | 8      | 8    | 7               | 200  | 1.              | 1.              |
| 2021      | Hyundai i30 N TCR | Báldi Gergő    | 2       | 0        | 0      | 0    | 0               | 4    | 20.             | 15.             |
| 2023      | Hyundai i30 N TCR | Bucsi Attila   | 2       | 1        | 1      | 1    | 1               | 36   | 11.             | 8.              |
| Összesen: | Összesen:         | Összesen:      | 12      | 9        | 9      | 9    | 8               | 240  |                 |                 |

### Suzuki Swift Európa-kupa
| Év   | Autó         | Versenyző    | Egyéni helyezés | Csapat helyezés |
| ---- | ------------ | ------------ | --------------- | --------------- |
| 2021 | Suzuki Swift | Bucsi Attila |                 |                 |
| 2021 | Suzuki Swift | Báldi Gergő  |                 |                 |
| 2021 | Suzuki Swift | Csuti Zoltán |                 |                 |
| 2021 | Suzuki Swift | Rácz Gergő   |                 |                 |

### TCR nemzetközi sorozat
| Év   | Autó                   | Versenyző         | 1   | 1   | 2   | 2   | 3   | 3   | 4   | 4   | 5   | 5   | 6   | 6   | 7   | 7   | 8   | 8   | 9   | 9   | 10  | 10  | Helyezés | Pont |
| ---- | ---------------------- | ----------------- | --- | --- | --- | --- | --- | --- | --- | --- | --- | --- | --- | --- | --- | --- | --- | --- | --- | --- | --- | --- | -------- | ---- |
| 2017 | Honda Civic Type R TCR |                   | RIM | RIM | BHR | BHR | SPA | SPA | MNZ | MNZ | SAL | SAL | HUN | HUN | OSC | OSC | BUR | BUR | ZHE | ZHE | DUB | DUB |          |      |
| 2017 | Honda Civic Type R TCR | Tassi Attila      | 5   | 2   | 12  | 8   | 3   | 9   | 2   | 9   | 9   | 2   | 1   | 1   | kiz | 11† | 3   | 4   | 11  | 9   | 5   | 12  | 2.       | 197  |
| 2017 | Honda Civic Type R TCR | Roberto Colciago  | 4   | 12  | 1   | 5   | 20  | 13  | 1   | 2   | 12  | 1   | 4   | 5   | 14  | ki  |     |     | 7   | 8   | ki  | ni  | 5.       | 161  |
| 2017 | Honda Civic Type R TCR | Giacomo Altoè[a]  |     |     |     |     |     |     |     |     |     |     |     |     |     |     | 6   | 2   |     |     |     |     | 13.      | 63   |
| 2017 | Honda Civic Type R TCR | Michelisz Norbert |     |     |     |     |     |     |     |     |     |     | 2   | 6   |     |     | 1   | 22† |     |     |     |     | 14.      | 59   |
| 2017 | Honda Civic Type R TCR | Josh Files        |     |     |     |     |     |     |     |     |     |     |     |     |     |     |     |     |     |     | 6   | 3   | 23.      | 23   |

### Túraautó-világkupa
| Év   | Autó              | Versenyző   | 1   | 1   | 1   | 2   | 2   | 2   | 3   | 3   | 3   | 4   | 4   | 4   | 5   | 5   | 5   | 6   | 6   | 6   | 7   | 7   | 7   | 8   | 8   | 8   | 9   | 9   | 9   | 10  | 10  | 10  | Helyezés | Pont |
| ---- | ----------------- | ----------- | --- | --- | --- | --- | --- | --- | --- | --- | --- | --- | --- | --- | --- | --- | --- | --- | --- | --- | --- | --- | --- | --- | --- | --- | --- | --- | --- | --- | --- | --- | -------- | ---- |
| 2018 | Hyundai i30 N TCR |             | MAR | MAR | MAR | HUN | HUN | HUN | GER | GER | GER | NED | NED | NED | POR | POR | POR | SVK | SVK | SVK | NIN | NIN | NIN | WUH | WUH | WUH | JPN | JPN | JPN | MAC | MAC | MAC |          |      |
| 2018 | Hyundai i30 N TCR | Nagy Dániel |     |     |     | 7   | 2   | 6   |     |     |     |     |     |     |     |     |     |     |     |     |     |     |     |     |     |     |     |     |     |     |     |     | 20.      | 36   |

### TCR Európa-kupa
| Év   | Autó              | Versenyző         | 1   | 1   | 2   | 2   | 3   | 3   | 4   | 4   | 5   | 5   | 6   | 6   | 7   | 7   | Helyezés | Pont |
| ---- | ----------------- | ----------------- | --- | --- | --- | --- | --- | --- | --- | --- | --- | --- | --- | --- | --- | --- | -------- | ---- |
| 2018 | Hyundai i30 N TCR |                   | LEC | LEC | ZAN | ZAN | SPA | SPA | HUN | HUN | ASS | ASS | MNZ | MNZ | CAT | CAT |          |      |
| 2018 | Hyundai i30 N TCR | Nagy Dániel       | 2   | 3   | 7   | 11  | 8   | 6   | 3   | 2   | 1   | ki  | ki  | 12  | 7   | 2   | 5.       | 138  |
| 2018 | Hyundai i30 N TCR | Francisco Mora    | 21  | 4   | 9   | 8   | ni  | 10  | ki  | 1   |     |     |     |     |     |     | 10.      | 44   |
| 2018 | Hyundai i30 N TCR | Michelisz Norbert |     |     |     |     |     |     |     |     |     |     |     |     | 3   | 4   | 16.      | 28   |
| 2018 | Hyundai i30 N TCR | Nicola Baldan[b]  |     |     |     |     |     |     |     |     |     |     | 11  | 17  |     |     | 28.      | 1    |
| 2019 | Hyundai i30 N TCR |                   | HUN | HUN | HOC | HOC | SPA | SPA | RBR | RBR | OSC | OSC | CAT | CAT | MNZ | MNZ |          |      |
| 2019 | Hyundai i30 N TCR | Luca Engstler     | 18  | 12  | 2   | 7   | 9   | 7   | 5   | 1   | ki  | 7   | ki  | 11  | 31† | 12  | 9.       | 192  |
| 2019 | Hyundai i30 N TCR | Nagy Dániel       | 5   | 3   | 23  | 15  | 17  | ki  | 13  | ki  |     |     |     |     |     |     | 21.      | 60   |
| 2019 | Hyundai i30 N TCR | Szabó Zsolt       |     |     |     |     |     |     |     |     | 8   | 16  | 15  | 26† |     |     | 30.      | 16   |

### TCR kelet-európai kupa
| Év   | Autó              | Versenyző      | 1   | 1   | 2   | 2   | 3   | 3   | 4   | 4   | 5   | 5   | 6   | 6   | Helyezés | Pont |
| Év   | Autó              | Versenyző      | GRO | GRO | SVK | SVK | BRN | BRN | HUN | HUN |     |     |     |     | Helyezés | Pont |
| ---- | ----------------- | -------------- | --- | --- | --- | --- | --- | --- | --- | --- | --- | --- | --- | --- | -------- | ---- |
| 2020 | Hyundai i30 N TCR | Dušan Borković | 1   | 1   | 1   | 1   | 1   | 1   | 1   | 1   |     |     |     |     | 1.       | 200  |
| 2021 | Hyundai i30 N TCR | Báldi Gergő    | HUN | HUN | SVK | SVK | POZ | POZ | GRO | GRO | SVK | SVK | BRN | BRN | 20.      | 4    |
| 2021 | Hyundai i30 N TCR | Báldi Gergő    |     |     |     |     |     |     |     |     |     |     | 8   | Ki  | 20.      | 4    |
| 2023 | Hyundai i30 N TCR | Bucsi Attila   | OSC | OSC | HUN | HUN | RBR | RBR | SVK | SVK | MOS | MOS | BRN | BRN | 11.      | 36   |
| 2023 | Hyundai i30 N TCR | Bucsi Attila   |     |     |     |     |     |     |     |     |     |     | 1   | 6   | 11.      | 36   |
| 2024 | Hyundai i30 N TCR | Bucsi Attila   | BLP | BLP | RBR | RBR | SVK | SVK | MOS | MOS | BRN | BRN | SAL | SAL | 3.       | 141  |
| 2024 | Hyundai i30 N TCR | Bucsi Attila   | 7   | 1   | 3   | 1   | 2   | 1   | 4   | 6   |     |     |     |     | 3.       | 141  |